# 10377 Kilimanjaro
För andra betydelser, se Kilimanjaro (olika betydelser).
10377 Kilimanjaro eller 1996 NN4 är en asteroid i huvudbältet som upptäcktes den 14 juli 1996 av den belgiske astronomen Eric W. Elst vid La Silla-observatoriet. Den är uppkallad efter vulkanen Kilimanjaro.
Asteroiden har en diameter på ungefär 8 kilometer och den tillhör asteroidgruppen Themis.